# Magnolia iteophylla
Espèce
Statut de conservation UICN

 DD  : Données insuffisantes
Magnolia iteophylla est une espèce de plantes à fleurs de la famille des Magnoliaceae. C'est un arbre trouvé en Chine.

## Description
C'est un arbre.

## Répartition et habitat
L'espèce est trouvé au Yunnan, en Chine. Elle pousse dans un milieu subtropical humide.